# Canton de Montaigu-de-Quercy
Le canton de Montaigu-de-Quercy est un ancien canton français du département de Tarn-et-Garonne et de la région Midi-Pyrénées.

## Communes
Le canton de Montaigu-de-Quercy comprenait les 6 communes suivantes :
| Nom                            | Code Insee | Intercommunalité               | Superficie (km2) | Population (dernière pop. légale) | Densité (hab./km2) |
| ------------------------------ | ---------- | ------------------------------ | ---------------- | --------------------------------- | ------------------ |
| Montaigu-de-Quercy (chef-lieu) | 82117      | CC du Pays de Serres en Quercy | 76,44            | 1 369 (2014)                      | 18                 |
| Belvèze                        | 82016      | CC du Pays de Serres en Quercy | 13,88            | 201 (2014)                        | 14                 |
| Roquecor                       | 82151      | CC du Pays de Serres en Quercy | 20,55            | 422 (2014)                        | 21                 |
| Saint-Amans-du-Pech            | 82153      | CC du Pays de Serres en Quercy | 6,76             | 202 (2014)                        | 30                 |
| Saint-Beauzeil                 | 82157      | CC du Pays de Serres en Quercy | 9,84             | 121 (2014)                        | 12                 |
| Valeilles                      | 82185      | CC du Pays de Serres en Quercy | 13,75            | 230 (2014)                        | 17                 |

## Histoire
Jusqu'en 1926, le canton faisait partie de l'ancien arrondissement de Moissac

## Représentation

### Conseillers généraux de 1833 à 2015
| Période                                  | Période      | Identité                          | Étiquette     | Qualité |
| ---------------------------------------- | ------------ | --------------------------------- | ------------- | --- |
| 1833                                     | 1848         | M. Mouilhac                       |               | Juge de paix à Montaigu-de-Quercy |
| 1848                                     | 1854 (décès) | Jean-Baptiste Chabrié (1779-1854) |               | Avocat à Moissac |
| 1855                                     | 1864         | M. Bonamy                         |               | Propriétaire |
| 1864                                     | 1871         | Léon de Maleville                 | Centre gauche | Propriétaire à Caussade Député de Tarn-et-Garonne (1834-1848, 1871-1875) Sous-secrétaire d'Etat (1840) Ministre (1848) Député de la Seine (1848-1851) Sénateur inamovible (1875-1879) |
| 1871                                     | 1874         | Jean Isidore Levet                | Républicain   | Propriétaire à Montaigu-de-Quercy |
| 1874                                     | 1880         | François-Marcelin Rouch           | Droite        | Docteur en médecine |
| 1880                                     | 1886         | Jean Isidore Levet                | Républicain   | Maire de Montaigu-de-Quercy (1878-1900) |
| 1886                                     | 1892         | Jean Joseph Alexandre Cabrit      | Droite        | Notaire à Roquecor |
| 1892                                     | 1900 (décès) | Jean Isidore Levet                | Républicain   | Maire de Montaigu-de-Quercy (1878-1900) |
| 1900                                     | 1919         | Louis Abdon Bru                   | Républicain   | Maire de Montaigu-de-Quercy (1900-1927) |
| 1919                                     | 1940         | Henri Cabrit                      | Conservateur  | Notaire - Maire de Roquecor (1908-1941) |
|                                          |              |                                   |               | |
| 1945                                     | 1967 (décès) | Jean Brunet                       | Rad.          | Maire de Valeilles (1920-1967) Ancien conseiller d'arrondissement |
| 1967                                     | 1973         | Raymond Mazet                     | Rad. puis MRG | Maire de Saint-Amans-du-Pech (1965-2000) |
| 1973                                     | 2008 (décès) | Étienne Brunet (fils de J.Brunet) | PRG           | Maire de Valeilles (1977-2008) |
| avril 2008                               | 2015         | Jean Lavabre                      | PRG           | Agent immobilier Maire-adjoint de Montaigu-de-Quercy |
| Les données manquantes sont à compléter. |              |                                   |               | |

### Conseillers d'arrondissement (de 1833 à 1940)
Le canton de Montaigu appartenait à l'arrondissement de Moissac jusqu'à sa disparition en 1926.
| Période                                  | Période | Identité                    | Étiquette           | Qualité |
| ---------------------------------------- | ------- | --------------------------- | ------------------- | --- |
| 1833                                     | 1839    | M. Dupeyron                 |                     | Négociant à Montaigu-de-Quercy                                                                              |
| 1839                                     | 1848    | François Moulis (1797-1869) |                     | Agent d'affaires, propriétaire à Montaigu-de-Quercy                                                         |
|                                          |         |                             |                     | |
| 1895                                     | 1907    | Jacques Gayraud             | Républicain radical | Maire de Roquecor (1892-1897)                                                                               |
| 1907                                     | 1919    | M. Astié                    | Républicain         | Médecin |
|                                          |         |                             |                     | |
| 1925                                     | 1940    | Jean Brunet                 | Radical             | Maire de Valeilles                                                                                          |
| 1940                                     |         |                             |                     | Les conseils d'arrondissement ont été suspendus par la loi du 12 octobre 1940 et n'ont jamais été réactivés |
| Les données manquantes sont à compléter. |         |                             |                     | |

## Démographie
| 1962  | 1968  | 1975  | 1982  | 1990  | 1999  | 2006  | 2011  | 2012  |
| ----- | ----- | ----- | ----- | ----- | ----- | ----- | ----- | ----- |
| 3 084 | 2 921 | 2 680 | 2 696 | 2 876 | 2 655 | 2 621 | 2 582 | 2 570 |